# Hospedaria de imigrantes

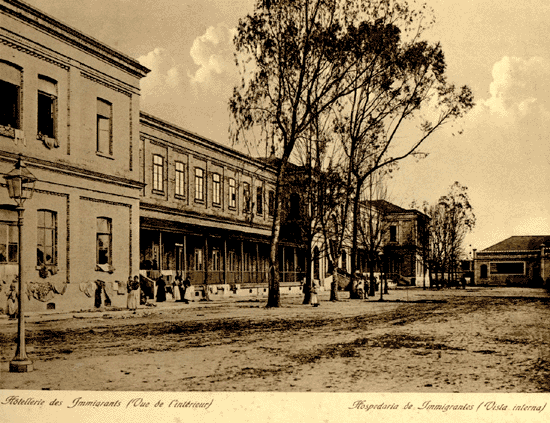
A Hospedaria de imigrantes de São Paulo por volta de 1905.

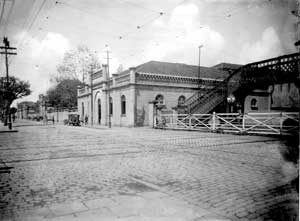
A Hospedaria dos Imigrantes, em São Paulo, em 1910.

As hospedarias de imigrantes eram estruturas especificamente criadas a partir da segunda metade do século XIX para receber cidadãos estrangeiros recém-chegados ao Brasil, que seriam posteriormente destinados a colonatos e fazendas no interior do país ou mesmo a serviços urbanos em cidades como São Paulo e Rio de Janeiro.
As hospedarias recebiam predominantemente imigrantes europeus, mas também havia árabes e japoneses (a partir de 1908). Muitos dos imigrantes chegavam com alguma enfermidade e necessitavam ficar em quarentena antes de seguir viagem e as hospedarias eram encarregadas de atendê-los. A hospedaria de São Paulo teve até mesmo um hospital, localizado no imenso complexo do bairro da Mooca, às margens da linha férrea. 
Os imigrantes normalmente eram contratados por companhias colonizadoras assim que chegavam, portanto, as hospedarias dispunham de intérpretes para possibilitar a comunicação com os estrangeiros.

## Hospedarias importantes
Entre as mais importantes hospedarias que funcionaram no Brasil, destacam-se:
- Hospedaria de imigrantes de São Paulo
- Hospedaria de imigrantes de Juiz de Fora (Hospedaria Horta Barbosa)
- Hospedaria de imigrantes de Campinas (São Paulo)
- Hospedaria de imigrantes da Ilha das Flores (Casa dos Imigrantes do Rio de Janeiro)
- Hospedaria de imigrantes do Pinheiro (Pinheiral, Rio de Janeiro)
- Hospedaria de imigrantes de Vitória (Hospedaria da Pedra d'Água)
- Hospedaria de imigrantes de Alfredo Chaves (Espírito Santo)

Os imigrantes desembarcavam em Santos e, eram encaminhados de trem até o Brás, onde ficavam na Hospedaria dos Imigrantes – hoje transformada no Memorial do Imigrante – e de onde partiam para as lavouras de café no interior do estado. Muitos deles, entretanto, preferiam ficar na capital daí o surgimento de bairros nos quais a presença de estrangeiros era marcante, como Bom Retiro, Brás, Bexiga e Barra Funda.
- Hospedaria de imigrantes do Saco do Padre Inácio (Florianópolis)
- Hospedaria de imigrantes de Santos (Santos, São Paulo)
- Hospedaria de imigrantes de Outeiro (Belém, Pará)

Em outros países do continente americano também foram criadas hospedarias para a recepção de imigrantes. As mais importantes são:
- Ellis Island (Nova Iorque/Nova Jérsei) - não era propriamente uma hospedaria
- Hospedaria de imigrantes de Buenos Aires (Hotel de inmigrantes de La Rotonda)